# Antiekbeurs Brugge
De Antiekbeurs Brugge vond plaats in het Belfort op de Markt van Brugge, van 1984 tot 2002, traditioneel in de periode tussen 1 en 11 november. Op de beurs waren internationale antiquairs aanwezig. Veel deelnemers waren dezelfde antiekhandelaars die in het voorjaar teruggevonden werden op de TEFAF in Maastricht. Gemiddeld waren er 60 deelnemers en 20.000 bezoekers. Naast het beursgedeelte was er ook ruimte voor thematentoonstellingen.
Op de luchthaven van Zaventem was een aparte ontvangstbalie aanwezig, in samenwerking met luchtvaartmaatschappij Sabena.
Na de aanslagen van 11 september 2001 daalde het aantal bezoekers sterk. De antiekmarkt was ineengestort door de zwakke economische situatie. Hierdoor was het niet langer mogelijk de beurs te organiseren en werd de editie van 2002 de laatste.
De catalogi van de Antiekbeurs in Brugge bevinden zich onder meer in het archief van het RKD.